# Nycteris grandis
Nycteris grandis là một loài động vật có vú trong họ Nycteridae, bộ Dơi. Loài này được Peters mô tả năm 1865.